# Varzielas
Varzielas is een plaats (freguesia) in de Portugese gemeente Oliveira de Frades en telt 434 inwoners (2001).